# Strada statale 178 del Lago Arvo
La ex strada statale 178 del Lago Arvo (SS 178), ora strada provinciale 244 SS 178 Aprigliano (SP 244), è una strada provinciale italiana che prende il nome dall'omonimo lago.

## Storia
La strada statale 178 venne istituita nel 1953 con il seguente percorso: "Innesto con la SS. n. 19 presso Donnici - Aprigliano - Innesto con la SS. n. 108-bis presso il lago Arvo."

## Percorso
La strada ha origine a bivio Donnici (m 478 s.l.m.) dove si innesta sulla ex SS 19, nel comune di Cosenza. Il tracciato raggiunge quindi Donnici Inferiore, sfiora Piane Crati e dopo aver attraversato il corso del fiume Crati, si addentra nell'abitato di Aprigliano.
Proseguendo in direzione est, la strada supera nuovamente il corso del fiume ed entra nel parco nazionale della Sila, terminando infine il proprio percorso non lontano dalla sponda occidentale del lago Arvo con l'innesto sulla strada statale 108 bis Silana di Cariati.
In seguito al decreto legislativo n. 112 del 1998, dal 2002 la gestione è passata dall'ANAS alla Regione Calabria, che ha provveduto al trasferimento dell'infrastruttura al demanio della Provincia di Cosenza.